# Harej Ejlat
Harej Ejlat (hebrejsky: הרי אילת, doslova Ejlatské hory) je pohoří o výšce 899 metrů v jižním Izraeli. Jeho nejvyšším bodem je vrchol hory Har Nešef.

## Geografie
Nachází se v nejjižnější části státu Izrael, na jihu Negevské pouště okolo města Ejlat u Akabského zálivu při Rudém moři. Na východě je ohraničeno příkopovou propadlinou údolí vádí al-Araba, na západě mezistátní hranicí s Egyptem, na severu zahrnuje vysočinu okolo archeologického areálu v údolí Timna a pak volně přechází v další části Negevské pouště.
Pohoří má charakter odlesněné, zcela aridní pouštní hornatiny, členěné hlubokými údolími s periodickými toky (vádí). Jde například o toky Nachal Rechav'am, Nachal Šlomo, Nachal Jehošafat, Nachal Garof, Nachal Šachmon, Nachal Roded, Nachal Netafim, Nachal Šchoret, Nachal Racham, Nachal Amram, Nachal Evrona, Nachal Ora, Nachal Nicoc, Nachal Šani, Nachal Šlalgon, Nachal Atek, Nachal Gadna, Nachal Nechuštan, Nachal Timna, Nachal Mangan, Nachal Sasgon, Nachal Botem nebo Nachal Botmim.
Kromě města Ejlat a vesnic Ejlot, Be'er Ora a Elifaz je tato krajina zcela neosídlená. Dopravně ji obsluhuje silnice číslo 90 podél údolí vádí al-Araba a silnice číslo 12, jež vede při egyptské hranici.

## Seznam významnějších vrcholů
| - Har Cfachot - Har Rechav'am - Cukej Gišron - Har Jehošafat - Har Šlomo - Har Jo'aš - Har Jehoram - Har Asa - Ramat Jotam - Har Šachmon - Har Jedidja - Ma'ale Roded | - Har Šchoret - Har Jeho'achaz - Har Amir - Giv'ot Šchoret - Giv'at Bahat - Micpe Amram - Giv'at Pu'a - Giv'at Amram - Giv'ot Cafra - Har Chizkijahu - Har Uzijahu - Har Nešef - Cukej Avrona | - Giv'at Nicoc - Har Šani - Har Ora - Har Chachlil - Har Timna - Giv'at Sasgon - Har Michrot - Cukej Timna - Har Berech - Har Bosmat - Har Etek - Har Gadna - Har Seguv |